# São Luís do Piauí
São Luis do Piauí é um município brasileiro do estado do Piauí. Localiza-se a uma latitude 06º49'30" sul e a uma longitude 41º19'26" oeste, estando a uma altitude de 328 metros. Em 2022, possuia uma população de 2 309 habitantes e uma área de 217km², com uma densidade demográfica de 10,60hab/km².